# Lūleh Deh
Lūleh Deh (persiska: لوله ده) är en ort i Iran.   Den ligger i provinsen Mazandaran, i den norra delen av landet, 120 km norr om huvudstaden Teheran. Antalet invånare är 418.
Terrängen runt Lūleh Deh är varierad. Runt Lūleh Deh är det ganska tätbefolkat, med 116 invånare per kvadratkilometer. Närmaste större samhälle är Tonekābon, 14,8 km nordväst om Lūleh Deh. I omgivningarna runt Lūleh Deh växer i huvudsak blandskog.